# Lago di Beyşehir
Il lago di Beyşehir (in turco: Beyşehir Gölü) è un grande lago d'acqua dolce del sud-ovest della Turchia, compreso tra la provincia di Isparta e la provincia di Konya, nel Distretto dei laghi.
Si estende su una superficie di circa 650 km², misurando 45 km di lunghezza e 20 di larghezza nei punti massimi. Il lago di Beyşehir è utilizzato a fini irrigui e la regione è importante per la nidificazione di varie specie di uccelli.